# Emilio Larrosa
Emilio Larrosa Irigoyen (México, 23 de novembro de 1941) é escritor e produtor de televisão mexicano. Já produziu várias telenovelas para Televisa, transformando-se em um dos nomes mais reconhecidos, do gênero em seu país.

## Biografia
Estudou no Columbia College. Em 1959, sendo um adolescente, se integrou a área técnica da Televisa. Incursionou na produção e realização de programas culturais sendo pioneiro ao transmitir a primeira mesa de confraternização cultural denominada Anatomias.
Ao chegar aos seus 45 anos de carreira profissional produzindo desde programas culturais como "Conversaciones con Octavio Paz" e esportivos, entre eles os Jogos Olímpicos de 1968, a concursos, musicais, séries cômicas, eventos especiais e telejornais onde iniciou na direção dos mesmos. Realizou os programas "Espectacular Vía Satélite" e "Reencuentro México y España", primeiro programa transmitido via satélite, e que comemorou a abertura de relações entre esses países. Entre seus programas cômicos se encontram "Sábado loco, loco", "No empujen" e "Tres generaciones", o vanguardista "La cosquilla" e o polêmico e de crítica social "¿Qué nos pasa?".
Emilipo já teve a seu cargo produções em outros idiomas, como a versão em italiano de 'Increíble', conduzido pela atriz Verónica Castro. Estas produções se somam também especiais e séries históricas, programas de variedades como "Noche a noche", mundiais de futebol, transmissões do que agora é "Nuestra Belleza México", criações como "La Imagen del Canal 2", programas infantis e de concurso como "En Familia con Chabelo", do qual partiu sendo diretor de câmaras.

## Produtor de telenovelas
Quando o gênero da telenovela era somente o melodrama clássico, Emilio Larrosa inovou com grande êxito produzindo a telenovela juvenil, Muchachitas em 1991, e uma das primeiras telenovelas cômicas, El Premio Mayor, de 1995. Assim, se posicionou como um produtor chave no mundo das telenovelas mexicanas.
As telenovelas de Emilio Larrosa se caracterizam por seu estilo carregadamente popular, com elementos como a música e a religiosidade para recriar a vida de gente com menos recursos no México. Um dos temas que sempre considera é a imigração para os Estados Unidos. Uma de suas constantes tem sido incluir fortes conflitos sociais muito conectados com a atualidade do momento de  suas telenovelas, como a já mencionada imigração em Amigas y rivales (que ganhou um remake brasileiro em 2007), as drogas na juventude em Soñadoras, a pedofilia em Las vías del amor e derrubada indiscriminada de árvores em Mujer de madera.
Seu estilo é único na televisão mexicana o que lhe vale muitas críticas, apesar de mostrar várias semelhanças com o do produtor Juan Osorio. Em certa medida suas obras são distintas do modelo clássico do melodrama, mediante um intensivo uso do humor bastante negro em certas ocasiões, a música e os personagens juvenis. Assim mesmo, muitos de seus títulos possuem cargas de violência inusitadas para o gênero.
Emilio tem um grupo de "atores fetiche" aos que convoca regularmente em suas produções, entre eles estão: Laura León, Michelle Vieth, Gabriel Soto e vários secundários como Claudio Báez, Ramón Valdés Jr., Claudia Troyo, Irina Areu e Sergio D'Fasio. Todas suas telenovelas foram ideias originais suas, com histórias protagonizadas por Verónica Suárez e Alejandro Pohlenz em uma primeira etapa, e só por Pohlenz a partir de Tú y yo. A parceria com o escritor se rompe atrás de Mujer de madera.
A partir desse momento Emilio Larrosa começa a produzir "auto remakes", e novas versões de suas proprias telenovelas, re-escritas por seus autores originais: José Rendón em La verdad oculta, remake de El camino secreto, e Verónica Suárez em Muchachitas como tú, remake de Muchachitas. Em 2009 produziu Hasta que el Dinero nos Separe, protagonizada por Itatí Cantoral e Pedro Fernández, versão mexicana da telenovela colombiana Hasta que la plata nos separe, de Fernando Gaitán.
Em 2011, produziu a telenovela Dos Hogares protagonizada por Anahí, exibida no horário nobre. A novela era uma história original, mas foi um fracasso de audiência e de crítica, com diversos problemas na produção.
Em 2013, realizou Libre para amarte, outro grande fracasso, que tinha a cantora Gloria Trevi como protagonista.
Em 2015, produziu Amores Con Trampa, repetindo a parceria com Itatí Cantoral como protagonista, que foi mediana em audiência.
Emilio tinha planos para outra telenovela a meados de 2017 e 2018, mas devido a problemas de saúde, tomou maior tempo de descanso.

## Filmografia
- Amores con trampa (2015)
- Libre para amarte (2013)
- Dos Hogares (2011)
- Hasta que el Dinero nos Separe (2009)
- Muchachitas como tú (2007)
- La verdad oculta (2006)
- Mujer de madera (2004)
- Las vías del amor (2002-2003)
- Amigas y rivales (2001)[3]
- Mujeres engañadas (1999-2000)[4]
- Soñadoras (1998-1999)
- Salud, dinero y amor (1997)
- Tú y yo (1996-1997)
- El premio mayor (1995-1996)
- Volver a empezar (1994)
- Dos mujeres, un camino (1993-1994)
- Mágica juventud (1992-1993)
- Muchachitas (1991-1992)
- Al filo de la muerte (1991)
- El camino secreto (1986)

## Ligações Externas
- Emilio Larrosa. no IMDb.